# Анатолий Лаодикийский
Анато́лий Лаодики́йский (греч. Ανατόλιος Λαοδικείας, Анатолий Александрийский; первая половина III века, Александрия — 3 июля 283) — православный епископ Лаодикейский, философ, учёный и политик из Александрии. Почитается святым как в православной так и в католической традиции. День памяти — 3 июля. Лаодикийским назван жителями города Лаодикия, во время его путешествия туда.

## Биография
Анатолий родился в Александрии в Египте. Ещё до того, как Анатолий был признан святителем Церкви, он пользовался высоким авторитетом в учёных кругах Александрии. Он получил блестящее образование в геометрии, арифметике, физике, риторике, диалектике и астрономии. Согласно Евсевию Кесарийскому, Анатолий считался выдающимся представителем философской школы Аристотеля в Александрии.
Анатолий написал десять книг «Введения в арифметику», а также и другие произведения. Он составил правила о Пасхе, а также одну из первых пасхалий, основанную на 19-летнем цикле. Сочинения Анатолия изданы в 10 томе Patrologiæ Græca: это сохранившиеся фрагменты из сочинения «Введения в арифметику», а также сочинение «Правило о Пасхе». В сочинении «Правило о Пасхе» Анатолий объясняет принцип празднования ветхозаветной Пасхи: после равноденствия и полнолуния (отрывок из этого сочинения цитирует в 7 книге Церковной истории Евсевий Кесарийский); интересно, что в нём Анатолий для вычисления даты Пасхи ссылается на Книгу Еноха. В Первой Книге Еноха, в 14 её главе, действительно приводится лунный и солнечный циклы в сравнении
Анатолий проявил себя не только как учёный, но и как политик и общественный деятель. Евсевий Кесарийский сообщает, что святой Анатолий оказался в Александрии во время восстания. Римляне осадили ту часть города, которая называется Бруший, и люди стали голодать. Святой Анатолий провёл с римлянами переговоры, и те согласились выпустить больных, старых, женщин и детей, после чего повстанцы сдались.
Во время путешествия в Лаодикию местными жителями Анатолий был провозглашён епископом города.